# Uroš Drezgić
Uroš Drezgić (en serbe : Урош Дрезгић), né le 4 octobre 2002 à Šabac en Serbie, est un footballeur serbe qui évolue au poste de défenseur central au Rubin Kazan.

## Biographie

### En club
Né à Šabac en Serbie, Uroš Drezgić est formé à l'OFK Belgrade avant de rejoindre le FK Čukarički, où il poursuit sa formation. C'est avec ce club qu'il fait ses débuts professionnels, le 6 juin 2020, lors d'une rencontre de championnat de la saison 2019-2020 face au FK Inđija. Il est titularisé et son équipe s'incline par un but à zéro.
Le 16 octobre 2022, Drezgić inscrit son premier but en professionnel, à l'occasion d'un match de championnat contre le FK Partizan Belgrade. Titulaire ce jour-là, son but de la tête permet aux siens d'égaliser mais le FK Čukarički s'incline tout de même par trois buts à deux,.
En septembre 2023, Uroš Drezgić rejoint le Rubin Kazan.
Le 5 juillet 2024, Uroš Drezgić est prêté pour une saison au Diósgyőri VTK, en Hongrie.

### En sélection
Uroš Drezgić représente l'équipe de Serbie des moins de 17 ans entre 2018 et 2019. Au total il joue quatorze matchs avec cette sélection.
En février 2021, Drezgić est convoqué pour la première fois avec l'équipe de Serbie des moins de 19 ans.
Uroš Drezgić joue son premier match avec l'équipe de Serbie espoirs le 6 juin 2021 contre la Russie. Il entre en jeu à la place de Dimitrije Kamenović lors de cette rencontre où les deux équipes se neutralisent (0-0 score final),.